# Maximilian-von-Celeia-Kirche
St.-Maximilians-Kirche oder Maximilianskirche bzw. einfach St. Maximilian oder Maxkirche, auch Maximilian-von-Celeia-Kirche oder Maximilian-von-Lorch-Kirche ist der Name von Kirchen, die dem Maximilian von Celeia († um 284), Bischof von Lauricum (Lorch, Oberösterreich) gewidmet sind. Patrozinium ist der 12. Oktober.
Die Kirchen sind in Deutschland besonders in Bayern sowie im österreichischen, ehemals habsburgischen Raum verbreitet. Hauptkirchen sind die Basilika Enns-Lorch in Enns, die vielleicht am Standort der frühchristlichen Kirche steht, und Sv. Maksimilijana zu Celje, als Geburts- und Sterbekirche des Heiligen.

## Liste von Maximilian-von-Celeia-Kirchen

### Deutschland
Bayern

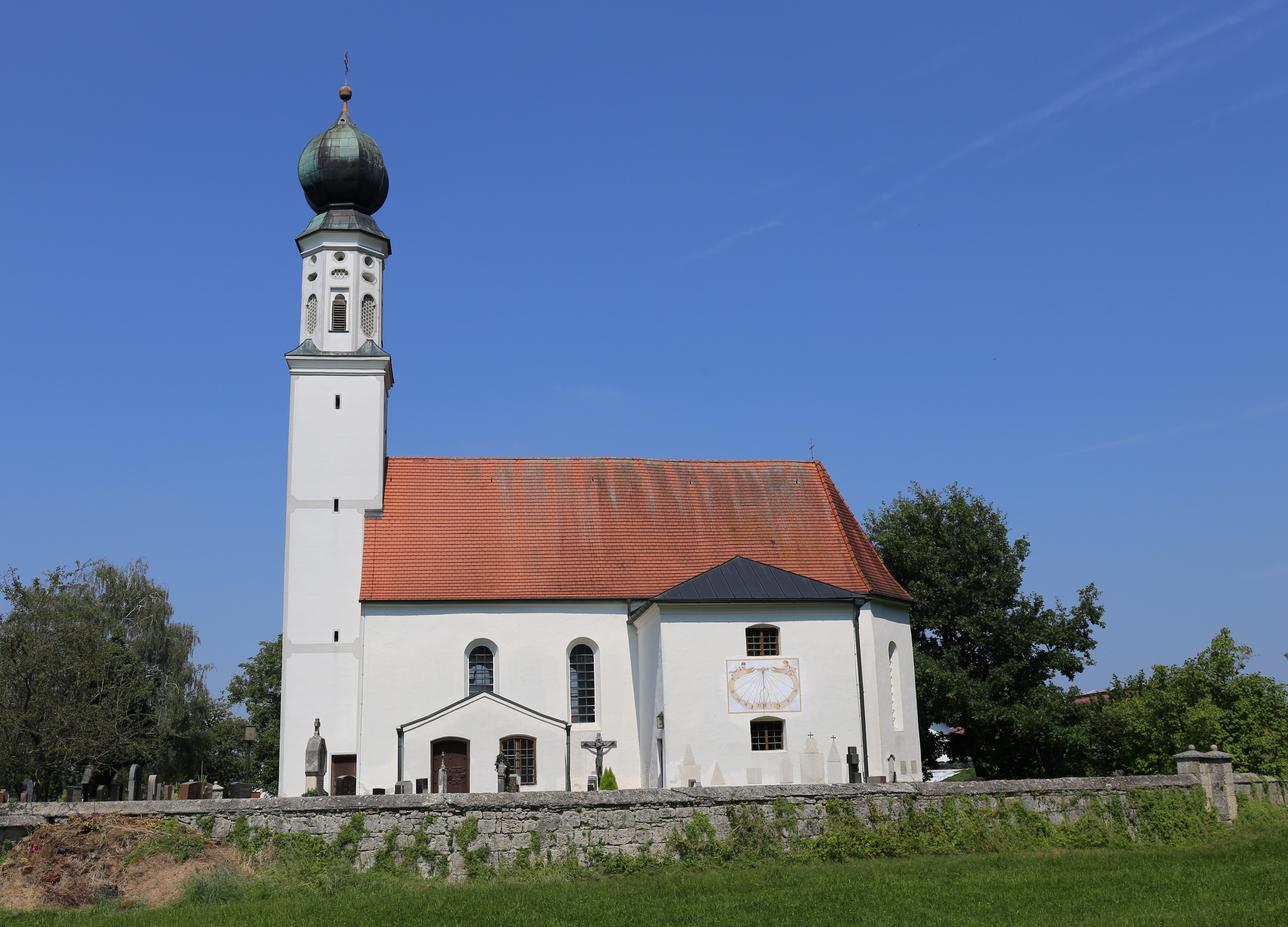
Maximiliankirche in Kraiburg a. Inn

- Pfarrkirche St. Maximilian, Augsburg
- St. Maximilian (Ellingen), Landkreis Weißenburg-Gunzenhausen
- Filialkirche St. Maximilian, Kraiburg a. Inn, Landkreis Mühldorf a. Inn
- Pfarrkirche St. Maximilian, München
- St. Rupert und St. Maximilian, Traunstein, Landkreis Traunstein
- Pfarrkirche in Grabenstätt, Landkreis Traunstein

 Nordrhein-Westfalen
- St. Maximilian (Duisburg-Ruhrort), Duisburg
- Maxkirche (Düsseldorf), Düsseldorf
- St. Maximilian (Niesen) Willebadessen, Kreis Höxter

### Österreich
Kärnten

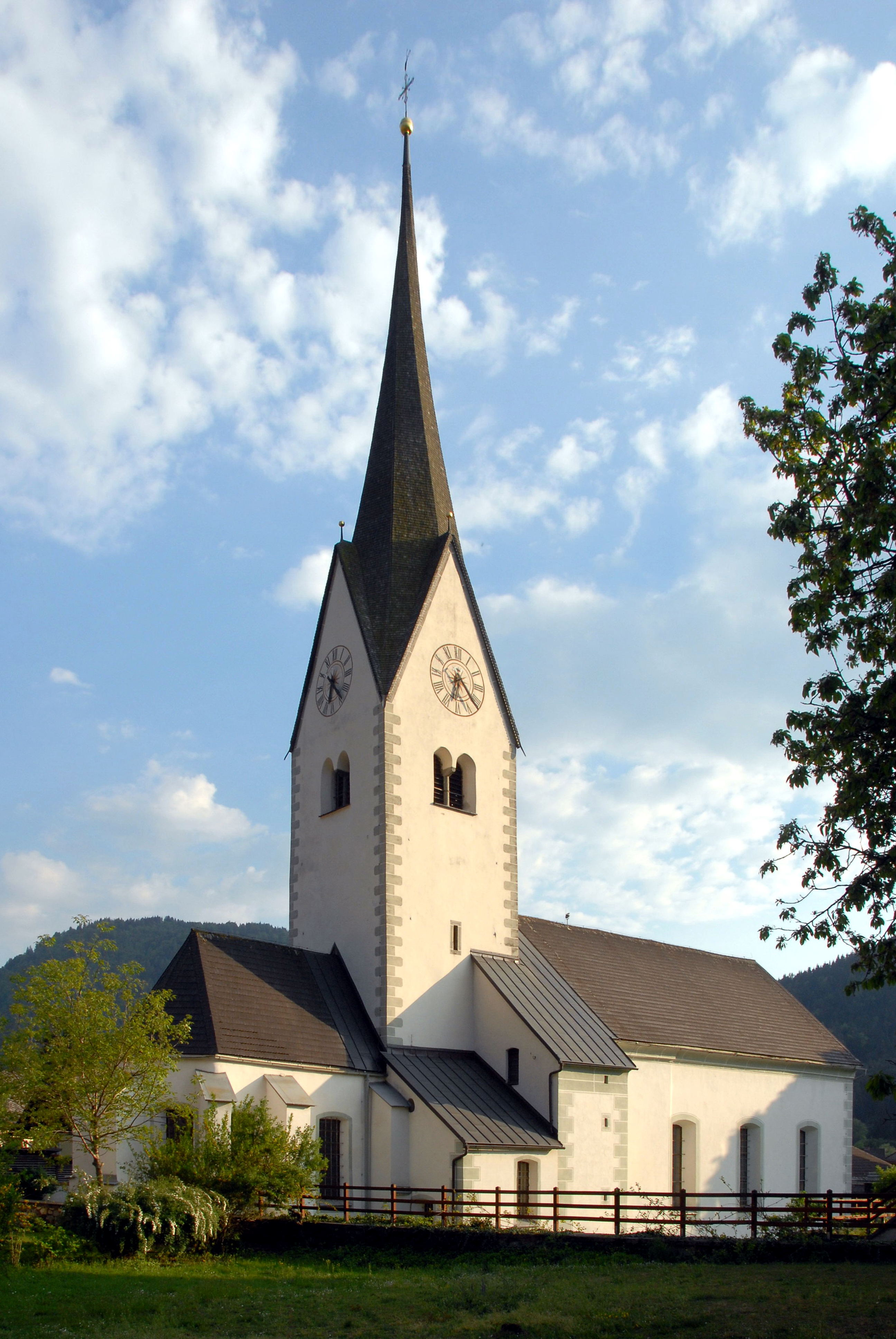
Pfarrkirche Treffen

- Pfarrkirche Treffen, Bezirk Villach-Land

 Niederösterreich
- Ehemalige Pfarrkirche Persenbeug, Bezirk Melk

 Oberösterreich
- Pfarrkirche Altschwendt, Bezirk Schärding
- Pfarrkirche Burgkirchen, Bezirk Braunau am Inn
- Pfarrkirche Pöndorf, Bezirk Vöcklabruck

 Salzburg
- Pfarrkirche Bischofshofen, Bezirk St. Johann im Pongau
- Filialkirche Göming, Bezirk Salzburg-Umgebung
- Kajetanerkirche (Filialkirche der Barmherzigen Brüder), Stadt Salzburg
- Pfarrkirche Maxglan, Stadt Salzburg

 Steiermark
- Pfarrkirche Niederwölz, Bezirk Murau
- Bergkapelle Maria Buch-Feistritz, Weißkirchen in Steiermark, Bezirk Murtal
- Pfarrkirche Pernegg an der Mur, Bezirk Bruck an der Mur-Mürzzuschlag
- Filialkirche Tillmitsch, Bezirk Leibnitz

### Italien
- St. Maximilian (Meran)

### Tschechien
- Kaple svatého Maxmiliána, Svatý Jan pod Skalou

### Slowenien
- Cerkev svetega Maksimilijana, Celje